# Joseph Kayes
Joseph Henry Kayes, ismertebb nevén Joe Kayes (Auckland, 1991. január 3. –) új-zélandi származású ausztrál válogatott vízilabdázó, az OSC centere.

## Nemzetközi eredményei
- Világbajnoki 16. hely (Barcelona, 2013)
- Olimpiai 9. hely (Rio de Janeiro, 2016)